# 姜錫崇
姜錫崇（1932年9月18日—2001年5月11日），出生於北韓平安南道平原郡，朝鮮政治人物，任職朝鮮勞動黨黨史研究所所長和金日成高級黨校校長等要職。

## 生平
姜錫崇於金日成綜合大學和莫斯科國立大學畢業。在1957年他已是朝鮮勞動黨中央委員會副部長。1961年，先後被委任為內務省政治局局長、黨中央委員會委員及檢查委員會委員。1962年，出任平安南道人民委員會內務局長。翌年，成為松都政治經濟大學校長。1969年，被調派到慈江道當責任秘書。1971年，擔當培訓高級黨員的金日成高級黨校校長一職。次年，首度當選最高人民會議代議員，之後一直連任至1998年。1975年，被委任為黨史研究所所長，直至離世。1982年，獲金日成勳章。1994年，金日成離世後被委任為治葬委員會成員，排名第48名。第二年，兼任金星政治大學校長。2001年5月12日，朝鮮中央通訊社公佈姜錫崇於日前因急病去世，並表揚其「嚴謹跟從黨的路線和政策，貫徹積極地進行鬥爭」。為此，姜錫崇在2009年一舉獲得國一級國旗勳章、金星章和英雄稱號。
據報，姜錫崇有3名弟弟，其中包括時任外務省第一副外相的二弟姜錫柱。三弟姜成龍曾於聯合國和聯合國糧食及農業組織工作。老么姜成樹是金日成綜合大學的歷史系教授。

## 資料來源
1. 1 2 3 4 5 6 7  . 북한자료센터.   [2017-11-02]. （原始内容存档于2017-11-10）.
2. 1 2  . Envyvlopedia of Korean Culture.   [2017-11-02].
3. 1 2  . 東亞新聞. 2001-05-12  [2017-11-02]. （原始内容存档于2017-11-07）.